# Mr.レディMr.マダム3 ウエディングベル
『Mr.レディMr.マダム3 ウエディングベル』（ミスターレディ ミスターマダム スリー ウエディングベル、La Cage aux Folles 3 - 'Elles' se marient）は、1985年のフランス・イタリア合作のコメディ映画。監督はジョルジュ・ロートネル、出演はミシェル・セローとウーゴ・トニャッツィなど。ジャン・ポワレの舞台劇『ラ・カージュ・オ・フォール』を原作とした1978年の映画『Mr.レディMr.マダム』のシリーズ第3弾。ストーリーは映画オリジナル。
『ウエディングベル/Mr.レディMr.マダム3』と表記されることもある。

## ストーリー
レナートとアルバンは熟年のゲイカップル。ある日、スコットランドに住むアルバンの伯母が亡くなり、莫大な遺産が手に入ることになる。しかし、相続の条件はアルバンが18ヶ月以内に嫡子をもうけるということ。それが叶わない場合、遺産は従弟のモーティマーのものとなる。クラブの経営が思わしくないレナートは、遺産を得るために一計を案じ、アルバンを「男」として訓練し、仮の結婚をさせようとする。そんなレナートに失望したアルバンは家を出て行く。

## キャスト
- アルバン・ムージェット（ザザ・ナポリ）: ミシェル・セロー - 主人公でクラブの看板スター。
- レナート・バルディ: ウーゴ・トニャッツィ - ナイトクラブ経営者。アルバンの「夫」。
- シンディ: アントネッラ・インテルレンギ
- モーティマー: サヴェリオ・ヴァローネ - アルバンの従弟。
- シモン・シャリエ: ミシェル・ガラブリュ - 保守政党の政治家。
- ジャコブ: ベニー・リュケ（英語版） - レナートとアルバンの世話をしているオカマの黒人メイド。